# Alestes
Alestes is een geslacht van straalvinnige vissen uit de familie van Afrikaanse karperzalmen (Alestidae).

## Soorten
- Alestes baremoze (Joannis, 1835)
- Alestes ansorgii Boulenger, 1910
- Alestes dentex (Linnaeus, 1758)
- Alestes inferus Stiassny, Schelly & Mamonekene, 2009
- Alestes liebrechtsii Boulenger, 1898
- Alestes macrophthalmus Günther, 1867
- Alestes stuhlmannii Pfeffer, 1896